# Heidetränk-Oppidum
 (mai 2021).
Le Heidetränk–Oppidum en français : « oppidum près d’abreuvoir païen » près d'Oberursel au Taunus est l'un des oppida celtiques les plus importants d'Europe. Il est situé sur les pentes de l'Urselbachtal, également connue sous le nom de Heidetränktal.

## L'installation
L'oppidum Heidetränk avec ses remparts circulaires s'étend sur deux crêtes de montagne, la Goldgrube de 492 mètres de haut au nord-est et les Altenhöfe à 575 mètres d'altitude. L'installation a une superficie totale d'environ 130 hectares.

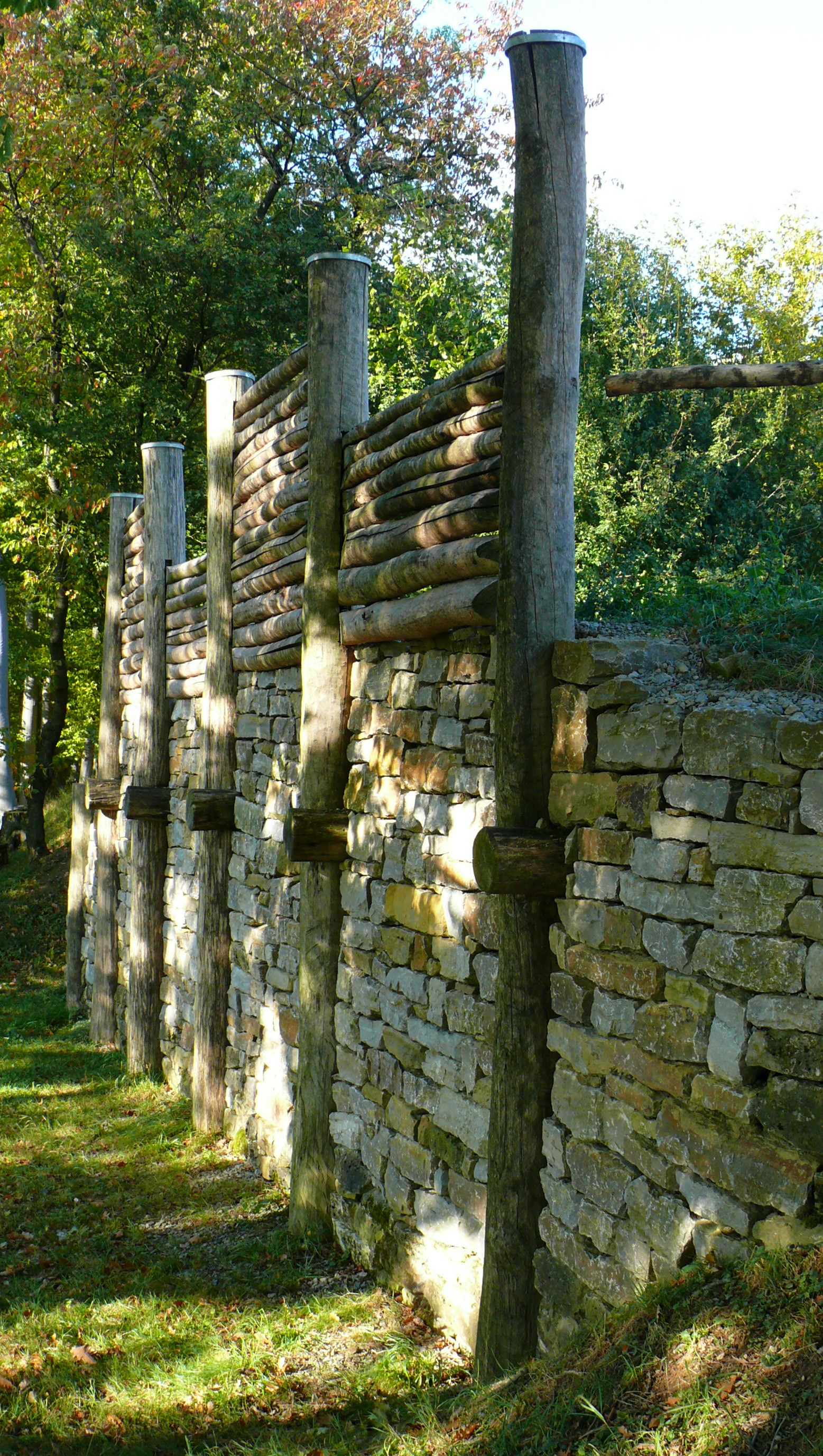
Mur à fente de poteau à Creglingen, Oppidum Finsterlohr

Pour le visiteur d'aujourd'hui, les longs remparts circulaires sur la Goldgrube sont particulièrement bien reconnaissables. Ce sont les restes de murs en pierre sèche qui ont été utilisés pour protéger la ville des assaillants. Le mur d'enceinte extérieur consistait en un mur à fente de poteau de 4 à 5 mètres de haut et tout aussi large, comme le montrent les excavations à la fin du XIXe. L'accès à la colonie se faisait par des portes en tenailles situées de différents côtés du mur Ces portes sont encore particulièrement visibles depuis les élévations de la forêt au sud–est et au nord-est. Le Heidetränk–Oppidum avait un total six de ces portes.

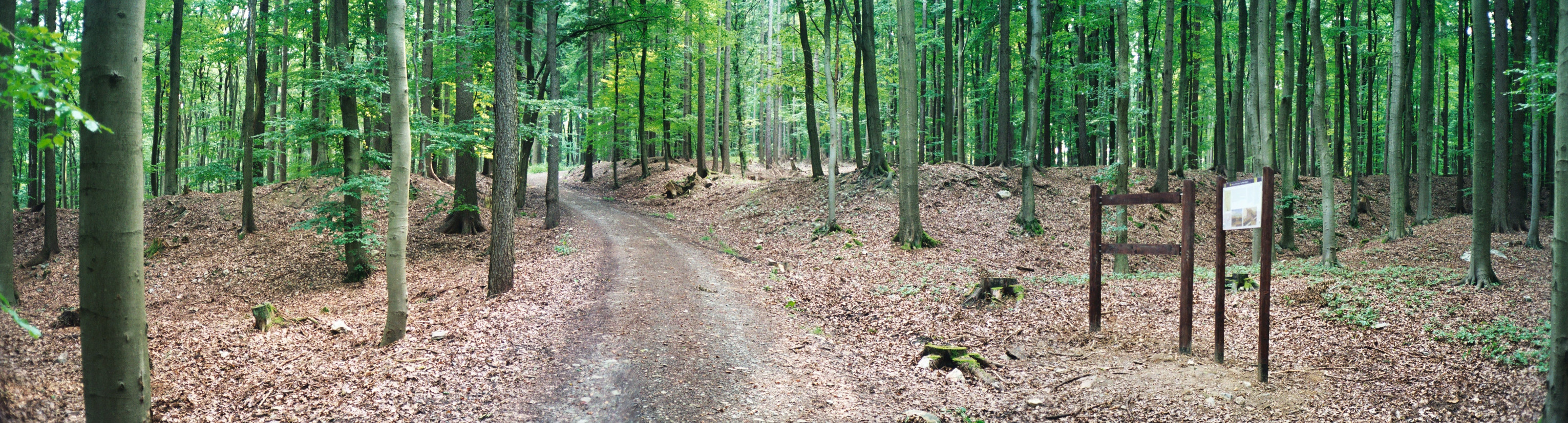
Les vestiges du Zangentor nord-est en 2002, vue de l’extérieur.

Outre les remparts, il existe des preuves archéologiques d'environ 160 « oppida habités », des terrasses sur lesquelles se trouvaient probablement des maisons. Lors d'une de ses fouilles à la fin du XIXe, Christian Ludwig Thomas y trouva des trous de poteaux, des poêles et les restes de divers équipements.

## Ordre chronologique
Les découvertes d'une colonie plus petite sur le Goldgrube remontent au IIIe siècle av. J.-C. Au commencement avec l'extension à la fin du IIe siècle av. J.-C. l'oppidum prend la taille d'une ville. 
Au milieu du Ier siècle av. J.-C. le Heidetränk–Oppidum a perdu de son importance. Il était déserté depuis longtemps lorsque les Romains occupèrent plus tard des parties de la Hesse.
L'apogée du Heidetränk–Oppidum tombe dans la période tardive de La Tène. Il est donc beaucoup plus jeune que le complexe voisin d'Altkönig (Ve / XVIe siècle av. J.-C.) et de Bleibeskopf (VIIIe siècle av. J.-C.).

## Découvertes archéologiques
Les découvertes archéologiques du Heidetränk–Oppidum comprennent des outils pour le champ et le jardinage : par exemple des socs en fer, des couteaux à faucille, des houes et des feuilles de faux. En outre, des outils ont été trouvés qui démontrent un savoir-faire distinct, ainsi que des pièces de monnaie celtiques, en particulier le soi-disant "Nauheimer quinar", qui a probablement même été frappé dans l'oppidum lui-même.
La plupart des découvertes se trouvent aujourd’hui au Vortaunusmuseum à Oberursel.
En mai 2011, un accord a été conclu avec la Collection archéologique d'État à Munich selon lequel un trésor avec 349 pièces d'argent celtiques trouvé par des fouilles illégales dans le Heidetränk–Oppidum serait partagé. Le propriétaire de l'oppidum, l'Association Hohemark des villes de Bad Vilbel et Francfort-sur-le-Main, recevra la moitié des pièces dans l'original et recevra une copie de chacune des pièces de l'autre moitié. Les mêmes conditions seront créées à Munich afin que les deux collections puissent présenter le trésor dans son intégralité. Bad Vilbel a depuis vendu sa participation dans le fonds à la ville de Francfort-sur-le-Main. À partir du 22 juin 2011, le trésor sera exposé au Musée archéologique de Francfort-sur-le-Main.

## Randonnée circulaire
Un sentier de randonnée archéologique circulaire avec des panneaux d'affichage détaillés et multilingues traverse la partie de l'oppidum située sur le Golgrube. Il commence au pont piétonnier près du terminus de la ligne 3 du U-Bahn de Francfort, Oberursel / Hohemark.

## Littérature
- Holger Baitinger, Bernhard Pinsker (Red.): Das Rätsel der Kelten vom Glauberg. Glaube - Mythos - Wirklichkeit. Theiss, Stuttgart 2002,  (ISBN 3-8062-1592-8), Abschnitt zur Keltenstraße : „Der Altkönig und das Heidetränk-Oppidum.“
- Albrecht Jockenhövel : Oberursel-Oberstedten HG. Heidetränk-Oppidum (auch Goldgrube). dans : Fritz-Rudolf Herrmann, Albrecht Jockenhövel : Die Vorgeschichte Hessens. Konrad Theiss Verlag, Stuttgart, 1990,  (ISBN 3-8062-0458-6), p. 461
- Jörg Lindenthal : Kulturelle Entdeckungen. Archäologische Denkmäler in Hessen. Jenior, Kassel, 2004,  (ISBN 3-934377-73-4), p. 176.
- Ferdinand Maier : Das keltische Heidetränk-Oppidum bei Oberursel im Taunus. Führungsblatt zu der befestigten Siedlung der Jüngeren Eisenzeit im Hohemarkwald, Gde. Oberursel-Oberstedten, Hochtaunuskreis. Landesamt für Denkmalpflege Hessen, Wiesbaden, 1980 (2. ergänzte Auflage. Archäologische Gesellschaft in Hessen, Wiesbaden 1993,  (ISBN 3-89822-010-9) (Archäologische Denkmäler in Hessen 10)).
- Ferdinand Maier : Das Heidetränk-Oppidum. Topographie der befestigten keltischen Höhensiedlung der jüngeren Eisenzeit bei Oberursel im Taunus. Theiss, Stuttgart, 1985,  (ISBN 3-8062-0793-3) (Führer zur hessischen Vor- und Frühgeschichte 4).